# Barbara Eve Harris
Barbara Eve Harris (ur. 8 marca 1959 w Tobago) – kanadyjska aktorka.
Najbardziej znana z roli agentki Lang w serialu Prison Break. Gościnnie wystąpiła również w serialach: Prywatna praktyka, JAG, Pani prezydent, Ostry dyżur, CSI: Kryminalne zagadki Miami, Czy boisz się ciemności?, Dowody zbrodni, Prezydencki poker. Ponadto zagrała w kanadyjskim dramacie telewizyjnym Side Effects. Razem z Bradleyem Cooperem i Vinnie Jones pojawi się także w najnowszym filmie Ryuhei Kitamuri Nocny pociąg z mięsem.